# Serelau
Serelau ist ein  osttimoresisches Suco im Verwaltungsamt Lautém (Gemeinde Lautém).

## Geographie
Der Suco liegt im nördlichen Zentrum des Verwaltungsamts Lautém. Im Nordosten liegt der Suco Baduro, im Südosten Maina II und südwestlich der Suco Daudere. Vor der Gebietsreform 2015 hatte Serelau eine Fläche von 38,23 km². Nun sind es 24,93 km², da es sein südliches Territorium, das bis an das Verwaltungsamt Luro reichte, an Daudere abgeben musste. Dafür erhielt Serelau von Daudere einige Gebiete an der nördlichen Westgrenze, inklusive der Siedlung Lailaovemuti. Ein Berg im Suco ist der Serelau.
Der Ort Serelau liegt auf einer Meereshöhe von 410 m. Er liegt im nördlichen Zentrum des Sucos. In unmittelbarer Nachbarschaft zu Serelau liegen die Dörfer Ra'ano (Raano), Poruvari (Barofari, Borofari) und Adafari (Adofari). Dieses Siedlungszentrum verfügt über eine Grundschule.
An der Küste liegen die Dörfer Buihomau und Adavari (Adawari) mit einer vorbereitenden Schule für die Sekundärstufe. Bei Buihomau zweigt von der nördlichen Küstenstraße, die einen der Hauptverkehrswege des Landes bildet, eine gut ausgebaute Straße ab, die sich in zwei Zweige aufteilt. Einer führt durch Daudere und der andere durch Maina II, bevor sie sich in Afabubu wieder vereinen und zum Ort Luro führen.
In Serelau befinden sich die drei Aldeias Adavari, Poruvari und Ra'ano.

## Einwohner
Der Suco Serelau hat 1.463 Einwohner (2022), davon sind 735 Männer und 728 Frauen. Im Suco gibt es 255 Haushalte. Fast 98 % der Einwohner geben Fataluku als ihre Muttersprache an. Minderheiten sprechen Makasae oder Tetum Prasa.

## Geschichte
Zwischen dem 5. und 8. August 1983 desertierten Hunderte von Mitgliedern von bewaffneten Milizen (Wanra, Hansip) aus Mehara, Lore, Leuro und Serelau (alle in der Gemeinde Lautém) und schlossen sich der FALINTIL an. In ihren Heimatorten führten die Indonesier Strafaktionen durch. Hunderte Frauen und andere zurückgebliebene wurden auf Lastwagen zusammengetrieben und für mehrere Monate interniert. Es kam zu Folterungen und Vergewaltigungen. Später wurden mehrere hundert Familien auf die Insel Atauro zwangsumgesiedelt.

## Politik
Bei den Wahlen von 2004/2005 wurde Alarico da Costa zum Chefe de Suco gewählt und 2009 in seinem Amt bestätigt. 2016 folgte Zenisio Denojio Soares.